# Пегу (Абрантеш)
Пего — фрегезія (район у місті) в Абрантіш, в португальському окрузі Сантарен. Населення 2011 року складало 2,431 чол., площа — 36,05 км².

## Історія
Це один з найстаріших районів у муніципалітеті, перші згадки про неї датується 1332 роком.

## Географія
Пего розташовано в центрі муніципалітету Абрантіш, це один з трьох районів муніципалітету. Його сусіди: Mouriscas (на північному сході); Concavada (на сході); Сан Факундо і Сан-Мігель-Ду-Ріо-Торто (на півдні), Россіу (на заході) і Алферрареде (на північному заході).

## Архітектура

### Цивільний
- Маєток Coalhos ([Quinta dos Coalhos] Помилка: {{Lang}}: текст вже має курсивний шрифт (допомога))
- Маєток Торре ([Quinta da Torre] Помилка: {{Lang}}: текст вже має курсивний шрифт (допомога))
- Будинок Coalhos ([Casa dos Coalhos] Помилка: {{Lang}}: текст вже має курсивний шрифт (допомога))
- Будинок Пего ([Casa do Pego] Помилка: {{Lang}}: текст вже має курсивний шрифт (допомога))
- Лагар Пего ([Lagar do Pego] Помилка: {{Lang}}: текст вже має курсивний шрифт (допомога))
- Резиденція Росадо Гонсалвіш ([Vivenda Rosado Gonçalves] Помилка: {{Lang}}: текст вже має курсивний шрифт (допомога))
- Вітряк з Пего ([Moinho de vento do Pego] Помилка: {{Lang}}: текст вже має курсивний шрифт (допомога))

### Релігійні
- Каплиця Носса-сеньора-дос Aflitos ([Capela de Nossa Senhora dos Aflitos] Помилка: {{Lang}}: текст вже має курсивний шрифт (допомога))
- Церква Санта-Лузія ([Igreja Paroquial de Pego/Igreja de Santa Luzia] Помилка: {{Lang}}: текст вже має курсивний шрифт (допомога))